# Schieß-Europameisterschaften 300 Meter 1997
Die 10. ESC Schieß-Europameisterschaften 300 Meter 1997, fanden 1997 in Kopenhagen, Dänemark für die Disziplin Gewehr auf die 300-Meter-Distanz statt.

## Ergebnisse

### Männer
| Wettbewerb                                 | Gold                                                     | Gold | Silber                                                        | Silber | Bronze                                                     | Bronze |
| ------------------------------------------ | -------------------------------------------------------- | ---- | ------------------------------------------------------------- | ------ | ---------------------------------------------------------- | ------ |
| 300 m Gewehr Dreistellungskampf            | Pascal Bessy                                             | -    | Daniel Burger                                                 | -      | Petr Kůrka                                                 | -      |
| 300 m Gewehr Dreistellungskampf Mannschaft | SchweizBeat Stadler Daniel Burger Olivier Cottagnoud     | -    | NorwegenEspen Berg-Knutsen Geir Magne Rolland Harald Stenvaag | -      | FrankreichPascal Bessy Roger Chassat Jean-Charles Courel   | -      |
| 300 m Gewehr liegend                       | Michael Larsson                                          | -    | Arild Royseth                                                 | -      | Kalle Leskinen                                             | -      |
| 300 m Gewehr liegend Mannschaft            | FinnlandKalle Leskinen Tapio Säynevirta Jukka Salonen    | -    | SchweizMarcel Bürge Olivier Cottagnoud Daniel Burger          | -      | NorwegenArild Royseth Espen Berg-Knutsen Harald Stenvaag   | -      |
| 300 m Standardgewehr                       | Arild Royseth                                            | -    | Espen Berg-Knutsen                                            | -      | Johan Gustavsson                                           | -      |
| 300 m Standardgewehr Mannschaft            | NorwegenArild Royseth Espen Berg-Knutsen Öyving Sirevaag | -    | FrankreichPascal Bessy Roger Chassat Dominique Maquin         | -      | DeutschlandFriedel Roggendorf Christian Bauer Rudolf Krenn | -      |

## Medaillenspiegel
| Platz  | Land        | Gold | Silber | Bronze | Gesamt |
| ------ | ----------- | ---- | ------ | ------ | ------ |
| 01     | Norwegen    | 2    | 3      | 1      | 6      |
| 02     | Schweiz     | 1    | 2      | —      | 3      |
| 03     | Frankreich  | 1    | 1      | 1      | 3      |
| 04     | Finnland    | 1    | —      | 1      | 2      |
| 04     | Schweden    | 1    | —      | 1      | 2      |
| 06     | Tschechien  | —    | —      | 1      | 1      |
| 06     | Deutschland | —    | —      | 1      | 1      |
| Gesamt | Gesamt      | 6    | 6      | 6      | 18     |